# Robert Sibbald
Robert Sibbald (ur. 15 kwietnia 1641 w Edynburgu, zm. w sierpniu 1722) – szkocki lekarz, profesor Uniwersytetu Edynburskiego, przyrodoznawca, botanik, zoolog, geograf, chemik, antykwariusz.

## Życiorys
Robert Sibbald urodził się w bogatej rodzinie posiadaczy ziemskich w hrabstwie Fife. Ojcem Roberta był sir David Sibbald, brat Jamesa Sibbalda, lorda strażnika Wielkiej Pieczęci Szkockiej a matką Margaret Boyd (styczeń 1606 – 10 lipca 1672). Sibbaldowie mieszkali najpierw w Kipps, ale uchodząc przed niebezpieczeństwem dżumy przenieśli się w 1645 roku do rodzinnego domu Sibbalda w Fife.
Sibbald rozpoczął naukę łaciny w 1650 roku w mieście Cupar w hrabstwie Fife, a następnie uczył się w Królewskim Gimnazjum w Edynburgu. W latach 1653–1659 studiował na Uniwersytecie Edynburskim, gdzie w 1659 roku otrzymał tytuł magistra. Przygotowywał się następnie do kariery duchownego, ale jego studia teologiczne trwały zaledwie 6 miesięcy.

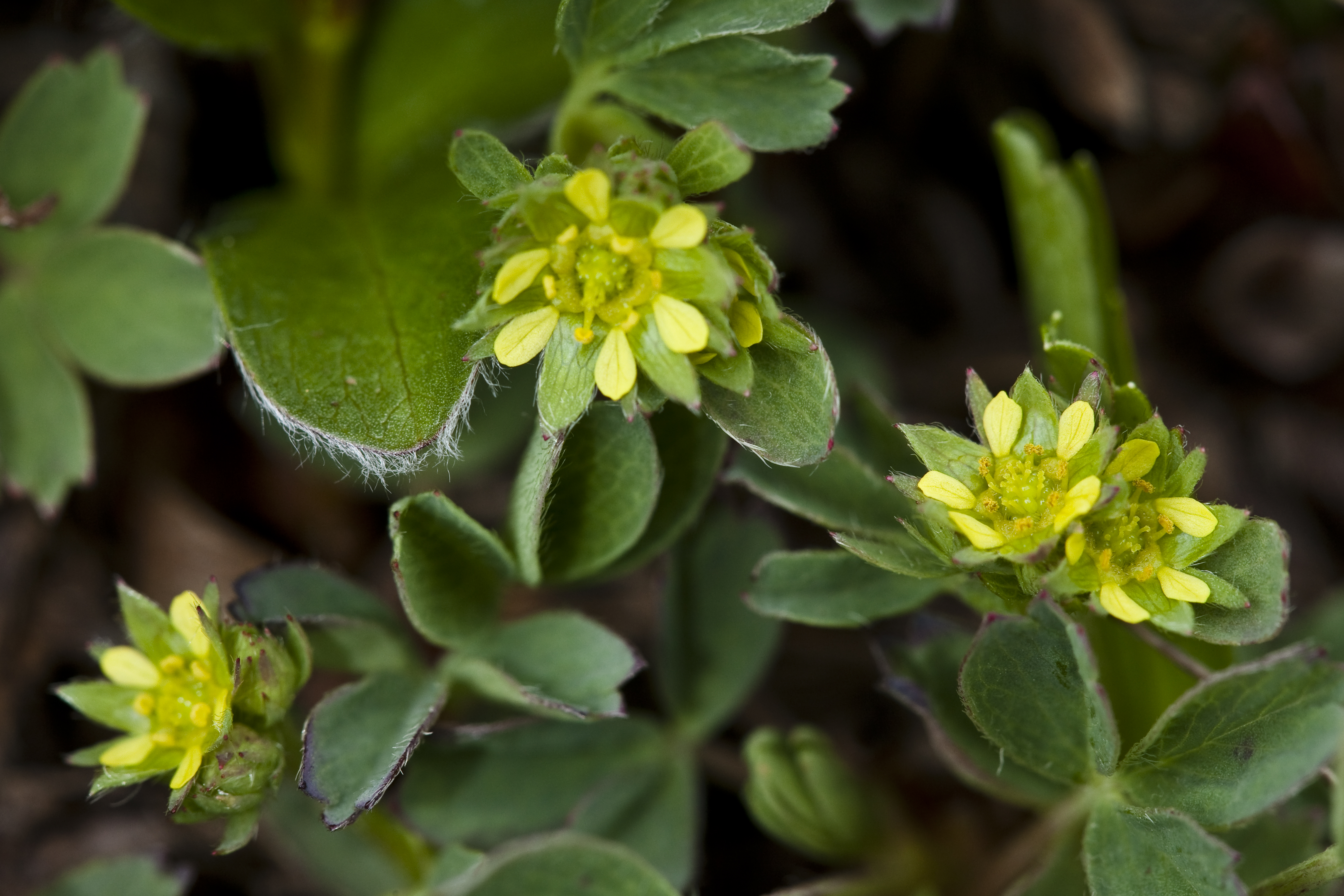
Sybaldia rozesłana Sibbaldia procumbens

W marcu 1660 roku Sibbald rozpoczął studia na Uniwersytet w Lejdzie. Studiował tam anatomię, chirurgię, botanikę, chemię i filozofię. Ze względu na kłopoty finansowe spowodowane śmiercią ojca musiał skrócić tam studia. Po 18 miesiącach pobytu w Lejdzie przeniósł się do Paryża, gdzie studiował przez następne 9 miesięcy, a następnie kontynuował studia w Angers, gdzie otrzymał dyplom lekarski w 1662 roku. Po ukończeniu studiów powrócił do Szkocji, zatrzymując się po drodze trzy miesiące w Londynie. W 1685 roku został mianowany pierwszym profesorem medycyny na Uniwersytecie Edynburskim. Został oficjalnym lekarzem króla Karola II w 1682 i Jakuba II w 1685 roku.

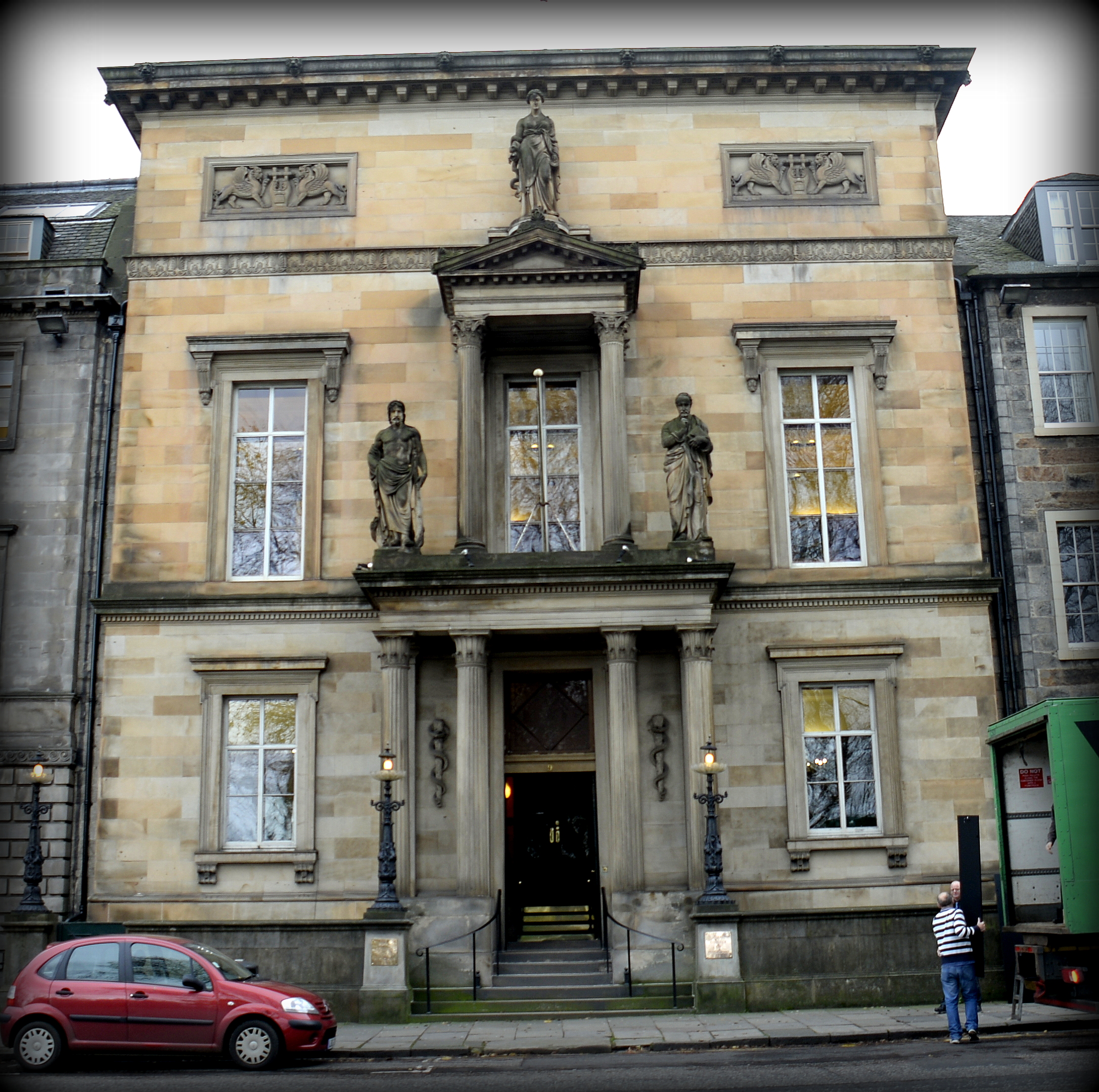
Siedziba Królewskiego Kolegium Lekarskiego w Edynburgu

W 1686 roku przeszedł na wiarę katolicką. Było to szokiem dla jemu współczesnych, tłumy demonstrowały przed jego mieszkaniem. Sibbald był zmuszony do ustąpienia ze stanowiska prezesa Kolegium Lekarskiego, sam schronił się w Londynie. W tym samym roku powrócił do kościoła protestanckiego i wrócił do Edynburga.
W tym czasie klęski głodu nawiedzały Szkocję i Anglię. Sibbald był wyczulony na te niekorzystne czynniki wpływające na stan zdrowia. W dziele Provision for the poor ... opisywał rozpowszechnione przypadki głodu i szalejące epidemie w kraju, formułował konieczność stosowania środków zaradczych.
Działalność Sibbalda obejmuje, oprócz medycyny, także geografię, geografię regionalną, kartografię, botanikę, rolnictwo, przemysł i handel. W 1682 roku został mianowany królewskim geografem. Jego nazwisko zostało upamiętnione w nazwie naukowej rodzaju roślin Sibbaldia o polskiej nazwie zwyczajowej sybaldia. W 1692 roku opisał płetwala błękitnego. Biblioteka Roberta Sibbalda, sprzedana na aukcji po jego śmierci, liczyła około 5400 ksiąg i 114 rękopisów.

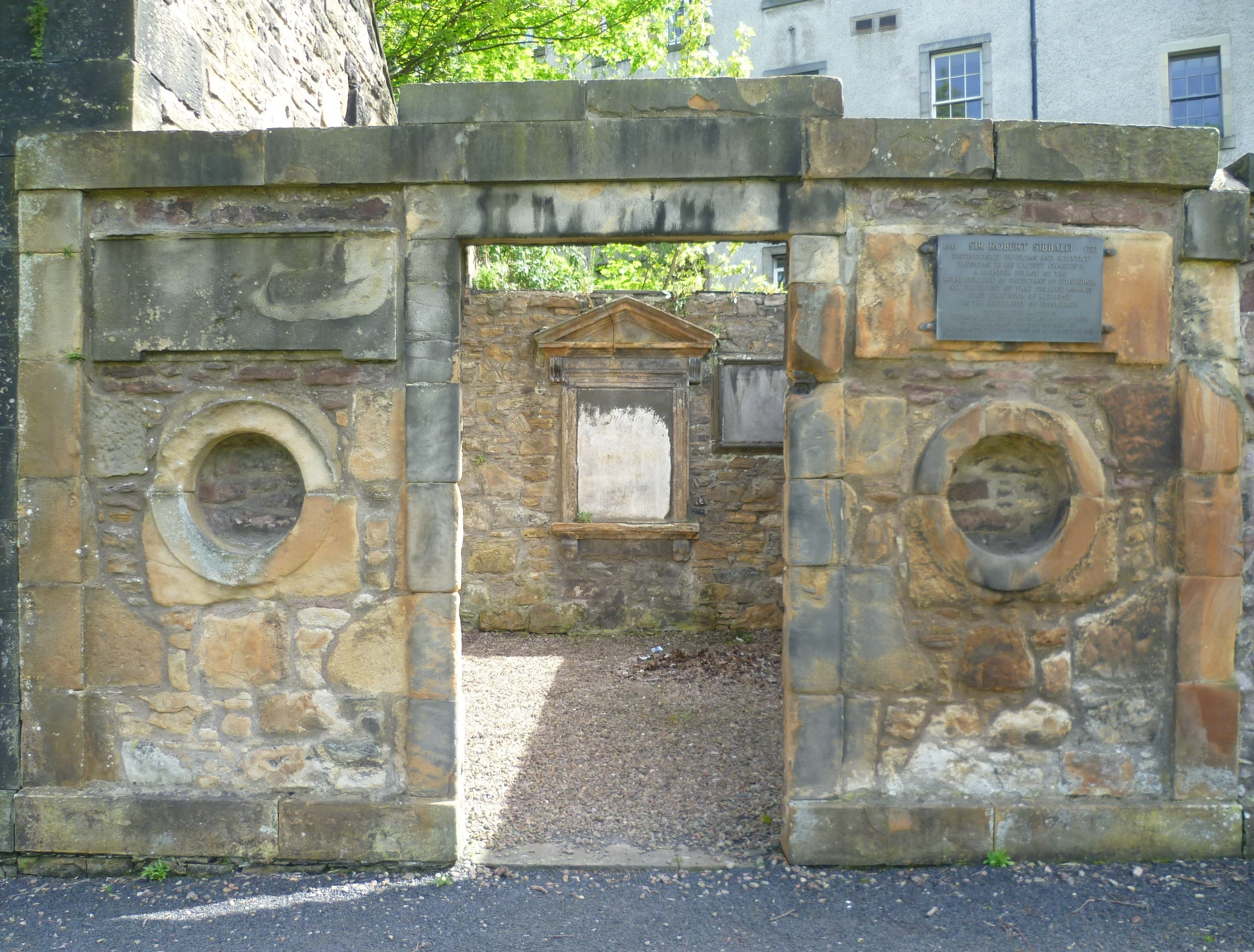
Mauzoleum Roberta Sibbalda

Tytuł szlachecki Sibbald otrzymał w 1682 roku. Zmarł w 1722 roku, pochowany został na cmentarzu Greyfriars Kirkyard w Edynburgu.

## Królewskie Kolegium Lekarskie w Edynburgu
Wielkim osiągnięciem Sibbalda było utworzenie Królewskiego Kolegium Lekarskiego w Edynburgu. Poprzednie próby uzyskania zgody królewskiej (Royal Charter) na utworzenie Kolegium Lekarskiego w Edynburgu nie powiodły się. Sibbald zaczął na nowo starania w 1680. Akt królewski powołania Kolegium został podpisany w dniu świętego Andrzeja 1681 roku, a w 1684 roku Sibbald został wybrany na prezesa Kolegium. Ważną funkcją Kolegium, podobnie jak podobnych kolegiów lekarskich w Europie, było przyznawanie prawa wykonywania zawodu lekarza (wcześniej w Szkocji trzeba było zazwyczaj jechać za granicę, aby zdobyć wykształcenie medyczne). Ważnym członkiem Kolegium był Archibald Pitcairne, z którym Sibbald pozostawał w nieprzyjaznach stosunkach.

### Farmakopea
Sibbald był współtwórcą Farmakopei Edynburskiej. Pierwszą, nieudaną próbę stworzenia Farmakopei podjęło Edynburskie Kolegium Lekarskie w 1683 roku, pierwsze wydanie Farmakopei ukazało się dopiero w 1699 roku. Do 1817 roku było dziewięć wydań po łacinie, następne były w języku angielskim. Od 1864 roku Farmakopea Edynburska, podobnie jak Londyńska i Dublińska występowały łącznie jako Farmakopea Brytyjska.

## Ogród botaniczny
Pierwszym wielkim projektem Sibbalda było założenie ogrodu botanicznego z roślinami leczniczymi. Ogród miał być wzorowany na ogrodach królewskich w Paryżu, gdzie Sibbald studiował botanikę w 1661 roku. W tworzeniu ogrodu pomagał mu kuzyn, botanik Andrew Balfour i zamożny posiadacz ziemski i zbieracz roślin Patrick Moray. Budowa ogrodu została zakończona w 1670 roku, a w 1699 roku ogród otrzymał przywilej królewski. Już w krótkim czasie po założeniu ogród posiadał zbiór przeszło 800 roślin lekarskich, w 1683 roku ogród posiadał przeszło 2000 gatunków roślin pochodzących „z Lewantu, Włoch, Hiszpanii, Francji, Holandii, Anglii, Indii Wschodnich i Indii Zachodnich. Sibbald pozyskał dla ogrodu finansową pomoc Rady Miejskiej, lokalnej szkoły i Rady Adwokackiej.

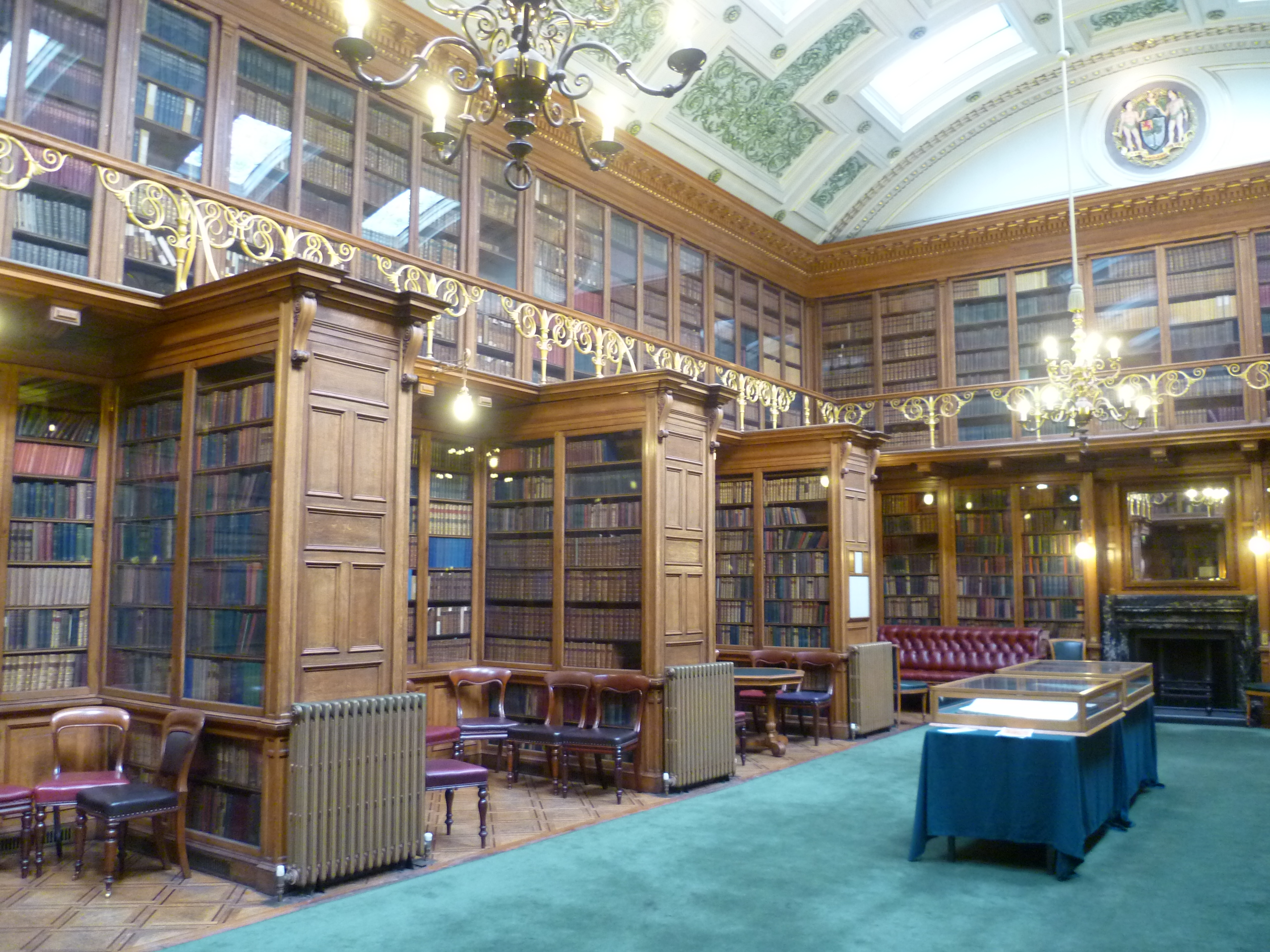
Biblioteka Roberta Sibbalda w Królewskim Kolegium Lekarskim w Edynburgu

Ogród służył jako źródło świeżych roślin leczniczych do wytwarzania lekarstw i do kształcenia studentów w botanice lekarskiej. W 1763 roku powierzchnia ogrodu została znacznie powiększona, a obecne jego umiejscowienie zostało ustalone w 1820 roku. Ogród jest drugim najstarszym ogrodem botanicznym w Wielkiej Brytanii.

## Publikacje (wybór)
- 1683: An Account of the Scottish Atlas. Folio, Edinburgh[23]
- 1684: Scotia illustrata. Edinburgh[24]
- 1699: Provision for the poor in time of dearth and scarcity[8]
- 1710: The History Ancient and Modern, of the Sheriffdoms of Linlithgow and Stirling, Edinburgh, Andrew Simson, 1710[c]
- 1711: Description of the Islands of Orkney and Zetland. Folio, Edinburgh[25]
- 1803: A History Ancient and Modern of the Sheriffdoms of Fife and Kinross. Cupar[26][d]
- 1833: The Autobiography of Sir Robert Sibbald, Edinburgh, 1833[27]
- 1838: The Birds of Great Britain and Ireland[28]